# SPAD S.XI
SPAD S.XI или SPAD 11 — французский двухместный биплан-разведчик времен Первой мировой войны. SPAD 11 был работой Луи Бешеро, главного конструктора Société Pour L’Aviation et ses Dérivés (SPAD), который также разработал весьма успешные одноместные истребители SPAD 7 и SPAD 13. Он был разработан в соответствии с военной спецификацией C2, которая предусматривала двухместный истребитель. В результате неспособности соответствовать уровням производительности и маневренности, требуемым спецификацией C2, SPAD 11 использовался вместе с более успешными Salmson 2 и Breguet 14 для замены устаревших самолётов-разведчиков Sopwith 1½ Strutter и Dorand AR. Постоянные проблемы со SPAD 11 привели к его ранней замене на вариант SPAD S.XVI или SPAD 16
SPAD 11 имел некоторое сходство с одноместными истребителями Бешеро и использовал почти тот же метод простой конструкции. Нижние крылья SPAD 11 длиннее и тяжелее, чем у истребителей, и имели вырезы для улучшения обзора земли наблюдателем.
Самолёт был вооружен одним пулеметом Виккерс калибра 0,303 дюйма (7,7 мм), стрелявшим вперед, и одним пулеметом Льюиса того же калибра на гибкой установке для наблюдателя. Испытания SPAD 11 показали плохие характеристики, которые, как утверждается, были немногим лучше, чем у SPAD SA 1915 года, и он был отклонен как истребитель класса C.2 и переклассифицирован в самолёт-разведчик A.2.